# Ист Бернард (Тексас)
Ист Бернард (енгл. East Bernard) град је у америчкој савезној држави Тексас. По попису становништва из 2010. у њему је живело 2.272 становника.

## Демографија
Према попису становништва из 2010. у граду је живело 2.272 становника, што је 543 (31,4%) становника више него 2000. године.
| Група             | 2000.         | 2010.         |
| Белци             | 1.201 (69,5%) | 1.628 (71,7%) |
| Афроамериканци    | 47 (2,7%)     | 60 (2,6%)     |
| Азијати           | 3 (0,2%)      | 8 (0,4%)      |
| Хиспаноамериканци | 468 (27,1%)   | 561 (24,7%)   |
| Укупно            | 1.729         | 2.272         |